# يوجي كيإيغوشي
يُوجِ كيإيگٌشي (باليابانية: 慶越 雄二) (17 سبتمبر 1963 في كاغوشيما في اليابان – )؛ هو لاعب كرة قدم ياباني سابق كان يلعب كحارس مرمى.

## وصلات خارجية
- يوجي كيإيغوشي على موقع رابطة كرة القدم اليابانية للمحترفين (اليابانية)
- يوجي كيإيغوشي على موقع قاعدة بيانات كرة القدم.إي يو (الإنجليزية)
- يوجي كيإيغوشي على موقع عالم كرة القدم.نت (الإنجليزية)